# Issam Faiz
Issam Faiz (en arabe : عصام فايز), né le 6 mars 2000 à Khouribga (Maroc), est un footballeur international émirati jouant au poste de milieu de terrain à l'Ajman Club.

## Biographie

### En club
Natif de Khouribga, Issam Faiz est formé à l'Olympique de Khouribga.
Lors du mercato hivernal de la saison 2018-2019, il est transféré à l'Ajman Club, club dans lequel il rejoint son compatriote Adil Hermach. Le 26 mai 2019, il fait ses débuts professionnels en UAE Pro League en étant titularisé par son entraîneur Ayman El Ramadi contre l'Al-Dhafra FC (victoire, 3-4).
Le 1er octobre 2022, il inscrit son premier but professionnel en championnat contre le Fujaïrah SC (victoire, 1-3).

### En sélection
En octobre 2023, il est naturalisé Émirati,.
Le 17 mars 2024, il reçoit sa première convocation du sélectionneur Paulo Bento pour rejoindre l'équipe des Émirats arabes unis pour deux matchs de qualification pour la Coupe du monde 2026 contre le Yémen,.

### Statistiques détaillées
| Saison                | Club                  | Championnat           | Championnat | Championnat | Championnat | Coupe(s) nationale(s) | Coupe(s) nationale(s) | Coupe(s) nationale(s) | Compétition(s) continentale(s) | Compétition(s) continentale(s) | Compétition(s) continentale(s) | Compétition(s) continentale(s) | Émirats arabes unis | Émirats arabes unis | Émirats arabes unis | Total | Total | Total |
| Saison                | Club                  | Division              | M.          | B.          | P.d.        | M.                    | B.                    | P.d.                  | Comp.                          | M.                             | B.                             | P.d.                           | M.                  | B.                  | P.d.                | M.    | B.    | P.d.  |
| 2018-2019             | Ajman Club            | UAE Pro League        | 1           | 0           | 0           | -                     | -                     | -                     | -                              | -                              | -                              | -                              | -                   | -                   | -                   | 1     | 0     | 0     |
| 2019-2020             | Ajman Club            | UAE Pro League        | 17          | 0           | 1           | 4                     | 0                     | 0                     | -                              | -                              | -                              | -                              | -                   | -                   | -                   | 21    | 0     | 1     |
| 2020-2021             | Ajman Club            | UAE Pro League        | 21          | 0           | 0           | 4                     | 0                     | 1                     | -                              | -                              | -                              | -                              | -                   | -                   | -                   | 25    | 0     | 1     |
| 2021-2022             | Ajman Club            | UAE Pro League        | 22          | 0           | 0           | 5                     | 0                     | 1                     | -                              | -                              | -                              | -                              | -                   | -                   | -                   | 27    | 0     | 1     |
| 2022-2023             | Ajman Club            | UAE Pro League        | 24          | 1           | 0           | 6                     | 0                     | 0                     | -                              | -                              | -                              | -                              | -                   | -                   | -                   | 30    | 1     | 0     |
| 2023-2024             | Ajman Club            | UAE Pro League        | 10          | 0           | 0           | 1                     | 0                     | 0                     | -                              | -                              | -                              | -                              | 0                   | 0                   | 0                   | 11    | 0     | 0     |
| Total sur la carrière | Total sur la carrière | Total sur la carrière | 95          | 1           | 1           | 20                    | 0                     | 2                     | -                              | -                              | -                              | -                              | 0                   | 0                   | 0                   | 115   | 1     | 3     |